# 릭 돔
릭 돔(영어: Rick Dom, 일본어: リック・ドム)은 《건담 시리즈》에 등장하는 모빌 슈트(MS)로 분류되는 가공의 유인 조종식 인간형 로봇 병기이다. 1979년에 방영된 TV 애니메이션 《기동전사 건담》에서 처음으로 등장했다.
작품 내에서 적측 세력인 지온 공국군의 육전용 모빌 슈트(MS) 돔을 우주용으로 개수한 양산기로 "릭"은 "우주용"을 의미한다. 소설판에서는 주인공 아무로 레이의 라이벌인 샤아 아즈나블의 탑승기로 되어 있다.

## 같이 보기
- 돔

## 주해
1. ↑  《기동전사 건담》 제1화 〈프렐류드브〉의 크와트로 바지나의 해설에서.